# Santiso
Santiso è un comune spagnolo di 1 838 abitanti situato nella comunità autonoma della Galizia.